# Sibylle Lewitscharoff
Sibylle Lewitscharoff (Stoccarda, 16 aprile 1954 – Berlino, 13 maggio 2023) è stata una scrittrice, drammaturga e sceneggiatrice tedesca, che ebbe successo di critica e di pubblico con il suo primo romanzo, Pong, apparso nel 1998, guadagnandosi il Premio Ingeborg Bachmann. Ricevette anche il Premio Georg Büchner nel 2013.

## Biografia
Sibylle Lewitscharoff nacque e crebbe a Degerloch, Stoccarda, figlia del ginecologo bulgaro Kristo Lewitscharoff, emigrato in Germania negli anni '40, e di sua moglie Marianne, tedesca. Aveva un fratello minore. Suo padre soffrì di depressione e si suicidò nel 1965 quando lei aveva undici anni. Nel 1973, Lewitscharoff si recò a Berlino Ovest, dove visse da allora.
Si interessò presto alla letteratura e alla politica già nel periodo del liceo, che completò nel 1977. Fu vicina agli ambienti socialisti.  
Studiò scienze religiose alla Freie Universität di Berlino con Klaus Heinrich e Jacob Taubes. Per motivi di studio soggiornò a lungo a Buenos Aires  e a Parigi. Iniziò poi a lavorare come contabile nell'agenzia pubblicitaria berlinese di suo fratello negli anni '80 e fino al 2000 alternò questa attività all'organizzazione di mostre. Allo stesso tempo, intraprese la sua carriera di scrittrice, scrivendo radiodrammi e creando spettacoli radiofonici. Il suo primo libro, 36 Gerechte,  fu pubblicato nel 1994 . In seguito scrisse diversi libri, saggi, un'opera teatrale, e ricevette numerosi importanti premi letterari per i suoi scritti. 
Nel 1998 pubblicò il suo primo romanzo, Pong, che prende il nome dal suo personaggio principale, un uomo ritenuto pazzo dalla società. Il titolo richiama il nome del noto videogioco in cui si controlla una palla che rimbalza. Pong è ossessionato dalla perfezione umana, in particolare quella delle donne, ed è ritratto come un misogino. Incontra una donna di nome Evmarie che alla fine sposa. La mette su un tetto per proteggere due uova che alla fine diventano un maschio e una femmina, che a loro volta hanno la loro prole. Il libro si conclude con il grido gioioso di Pong mentre si suicida saltando dal tetto. Il libro è stato elogiato per il suo linguaggio stilisticamente affascinante e vorticoso e ha valso a Lewitscharoff il Premio Ingeborg Bachmann. Due anni dopo la sua pubblicazione, Sibylle Lewitscharoff si dedicò definitivamente alla scrittura.
Pubblicato nel 2006, il suo secondo romanzo Consummatus  prende il nome dall'ultima parola di Gesù sulla croce secondo il Vangelo di Giovanni, "consummatum est". Il libro segue il monologo interiore dell'insegnante di tedesco Ralph Zimmermann mentre siede da solo in un caffè di Stoccarda a bere vodka e caffè. I suoi pensieri ruotano intorno alla morte di entrambi i suoi genitori in seguito ad un incidente, della sua ragazza Johanna (Joey) e di icone pop come Andy Warhol, Jim Morrison ed Edie Sedgwick.
Il suo romanzo del 2009 Apostoloff  rielabora spunti autobiografici e parla di due sorelle che vanno in Bulgaria per seppellire il padre immigrato bulgaro che si era suicidato impiccandosi, mentre il loro autista cerca di interessarle alla natura e alla cultura della Bulgaria. Il libro è valso a Lewitscharoff il premio della Fiera del libro di Lipsia e il premio Marie Luise Kaschnitz.
Il romanzo Blumenberg  è stato pubblicato nel 2011 e presenta il filosofo Hans Blumenberg, che nel romanzo trova un leone sulla sua scrivania. Il libro si concentra successivamente sui pensieri di Blumenberg sui leoni in filosofia, storia e teologia. Le linee sono tracciate su Hieronymus, Marc, Thomas Mann e altre figure storiche legate ai leoni. L'aspetto del leone fa sentire Blumenberg come una persona prescelta. La traduzione italiana del romanzo, molto apprezzata, considerata "splendida" e adottata anche in sedi universitarie, ha contribuito alla notorietà dell'autrice nei paesi di lingua italiana. 
Nel 2013 ricevette il Premio Georg Büchner per aver contribuito a "[ri-esplorare] i confini di ciò che consideriamo la nostra realtà quotidiana con un'energia inesauribile di osservazione, fantasia narrativa e inventiva linguistica".
Nel 2014 fece uscire il suo primo romanzo poliziesco, Killmousky . Il romanzo prende il nome da un gatto nero che arriva a casa di un agente di polizia in pensione che chiama il gatto come il gatto di Midsomer Murders.  L'ufficiale di polizia si è ritirato dopo aver usato la violenza contro un sospettato in un caso di rapimento in modo da ottenere informazioni per trovare il rapito. Continua a prendere posizione come investigatore privato per un newyorkese di classe superiore che vuole risolvere un possibile omicidio. Il libro ha ricevuto recensioni per lo più contrastanti.
Ottenne elogi per la sua vivace padronanza del linguaggio, descritta dalla giuria del Premio letterario di Berlino nel 2010 come "opere in prosa insolitamente dense e originali... che si oppongono a tutte le classificazioni con il loro peculiare amalgama di umorismo e profondità... Il gesto poetico di Lewitscharoff è un recitativo brillante, una retorica virtuosa". Nel 2011, è stata descritta in Die Welt come "la stilista più abbagliante della letteratura tedesca contemporanea". L'esperta di letteratura Ulrike Veder inserisce Lewitscharoff nella tradizione del realismo magico e ha definito la sua scrittura come "la costellazione di una profonda conoscenza, uno stile divertente e ostinato che non solo gioca con il linguaggio, ma in realtà lo arricchisce".

Invitata a parlare in un libro dei suoi autori preferiti, scrisse il saggio Der Dichter als Kind (Il poeta da bambino), in cui compaiono Johann Wolfgang von Goethe, Friedrich Schiller, Gottfried Keller, Karl Philipp Moritz, Clemens Brentano e Bettina Brentano. Clemens Brentano era il suo autore preferito.
Il 2 marzo 2014, tenne il tradizionale Dresdner Rede (Discorso di Dresda) al Dresden Staatsschauspiel. Nel discorso "Von der Machbarkeit. Die wissenschaftliche Bestimmung über Geburt und Tod"  criticò quella che considerava la meccanizzazione medica della riproduzione e della morte. Espresse opposizione all'inseminazione artificiale e alla maternità surrogata riferendosi alla prole attraverso metodi come "creature crepuscolari", "metà umane, metà artificiali non so cosa". Il discorso suscitò discussioni e critiche. In seguito Lewitscharoff, al centro di aggressive polemiche, dichiarò che si era pentita di un paio di frasi, ma che la convinzione principale erano rimasta.
Partecipò alla serie di eventi FLUXUS organizzata dall'Archivio di letteratura tedesca di Marbach nel Museo di letteratura moderna di Marbach am Neckar con una propria mostra di varie opere e un saggio di accompagnamento. Nell'anno Grimm 2013, assunse la cattedra Grimm presso l'Università di Kassel. Sempre nel 2013 ottenne una borsa di studio - premio - per l'Accademia Tedesca a Roma, Villa Massimo. 
Dal 2005 fu membro del PEN Center Germany e co-fondatrice di PEN Berlin. Dal 2007 fu anche membro dell'Accademia bavarese di belle arti e dell'Accademia tedesca di lingua e poesia e dal 2010 dell'Accademia delle arti di Berlino. Hanno detto di lei: "Ancor più che nel suo lavoro letterario e saggistico, l'abissale lato oscuro della sua natura è venuto alla ribalta nel suo lavoro visivo”.
Nel gennaio 2022, Lewitscharoff rivelò che la malattia da cui era affetta, una sclerosi multipla progressiva diagnosticatale nel 2010, l'aveva resa totalmente invalida, aggiungendo: “L'idea di morire da sola mi ha davvero preso. Semplicemente perché la malattia mi toglie tutto in alcune situazioni». 
È morta a Berlino il 13 maggio 2023 a 69 anni.

## Vita privata
Sibylle Lewitscharoff visse a Berlino con suo marito, l'artista Friedrich Meckseper, illustratore dell'edizione 2013 di Pong, che morì nel 2019. Era protestante, ma criticava "forme selvagge e prive di fondamento di predicazione e adorazione" nella loro chiesa. Il comandamento cristiano di amare il prossimo svolse per lei un ruolo speciale in quanto "indebolisce l'aggressività che era sempre pronta a scattare".

## Premi
- 1998 Premio Ingeborg Bachmann
- 2006 Premio letterario Kranichstein
- 2007 Premio delle Case della Letteratura
- 2007 Membro dell'Accademia Tedesca di Lingua e Poesia
- 2008 Premio Marie Luise Kaschnitz
- 2009 Premio Fiera del libro di Lipsia per il suo romanzo Apostoloff (categoria: narrativa)
- 2009 Spycher: Premio letterario Leuk
- 200: Elenco dei migliori del Premio della critica discografica tedesca (4 ° trimestre) per l'audiolibro Apostoloff , che lei stessa ha letto
- 2010 Premio letterario di Berlino
- 2010 Membro dell'Accademia delle Arti (Berlino)
- 2011 Premio Kleist
- 2011 Premio Ricarda Huch
- 2011 Premio Marieluise Fleißer
- 2011 Premio letterario Wilhelm Raabe per il romanzo Blumenberg
- 2011 Candidatura al German Book Prize (rosa ristretta) con il romanzo Blumenberg
- 2011/2012 Borsista della casa d'artista internazionale Villa Concordia a Bamberg
- 2013: Borsista dell'Accademia Tedesca Roma Villa Massimo
- 2013: cattedra Fratelli Grimm
- 2013: Premio Georg Büchner

## Opere

### Prosa
- 36 Gerechte, Steinrötter, Münster, 1994 ISBN 3-927024-00-7
- Pong, Berlin Verlag, Berlino, 1998 ISBN 3-8270-0285-0 (ed. italiana Pong, trad. di Paola Del Zoppo, Del Vecchio Editore, Bracciano, 2021[18])
- Der höfliche Harald, Berlin Verlag, Berlino, 1999 ISBN 3-8270-0349-0
- Montgomery, DVA, Stuttgart/München 2003 ISBN 978-3-421-05680-1
- Consummatus, DVA, Stuttgart, 2006 ISBN 3-421-05596-3
- Apostoloff, Suhrkamp, Francoforte sul Meno, 2009 ISBN 3-518-42061-5 (ed. italiana Apostoloff, trad. di Paola Del Zoppo, Del Vecchio Editore, Bracciano, 2012 ISBN 9788861100268)
- Blumenberg., Suhrkamp, Berlino, 2011 ISBN 978-3-518-42244-1 (ed. italiana Blumenberg, trad. di Paola Del Zoppo, Del Vecchio Editore, Bracciano, 2013, ISBN 978-8861100541[19])
- Pong redivivus (con Friedrich Meckseper), Insel, Berlino, 2013 ISBN 978-3-458-19383-8
- Killmousky, Suhrkamp, Berlino, 2014 ISBN 978-3-518-42390-5
- Das Pfingstwunder, Suhrkamp, Berlino, 2016 ISBN 978-3-518-42546-6 (ed italiana Il miracolo di Pentecoste, trad. di Paola Del Zoppo e Cristina Vezzaro, Del Vecchio Editore, Bracciano, 2022[20])
- Von oben, Suhrkamp, Berlino, 2019 ISBN 978-3-518-42893-1